# Långmyrberget
Långmyrberget är ett naturreservat i Härnösands kommun i Västernorrlands län.
Området är naturskyddat sedan 2016 och är 110 hektar stort. Reservatet består av ett grandominerat naturskogsområde med inslag av lövträd samt tillhörande våtmarker och vatten samt hällmarkstallskog på höjderna.